# Micraira spinifera
Micraira spinifera är en gräsart som beskrevs av Michael Lazarides. Micraira spinifera ingår i släktet Micraira och familjen gräs. Inga underarter finns listade i Catalogue of Life.